# Didn't You Know How Much I Loved You
Didn't You Know How Much I Loved You è il terzo singolo estratto dal secondo album Kellie Pickler della cantante omonima. Lanciato nell'agosto del 2009, il singolo è arrivato sino alla posizione 14 della classifica delle canzoni country americane (dopo un debutto al numero 55 sulla stessa classifica), e al numero 97 della classifica vera e propria dei singoli americana. Ha riscosso anche un lieve successo in Canada.

## Classifiche
| Classifica (2010)                | Posizione massima |
| -------------------------------- | ----------------- |
| Canadian Top Country Songs       | 49                |
| U.S. Billboard Hot 100           | 97                |
| U.S. Billboard Hot Country Songs | 14                |